# 菲乌梅迪尼西
菲乌梅迪尼西（義大利語：Fiumedinisi），是意大利西西里大区墨西拿廣域市的一个市镇。总面积35平方公里，人口1558人，人口密度44.5人/平方公里（2009年）。ISTAT代码为083021。